# Amblysomus robustus
Amblysomus robustus là một loài động vật có vú trong họ Chrysochloridae, bộ Afrosoricida. Loài này được Bronner mô tả năm 2000.